# 卞万年旧居
卞万年旧居是北京协和医学院医师，著名银行家卞白眉之子，天津恩光医院院长卞万年在天津的旧居，坐落于当时的天津英租界的登百敦道（Dumbarton Road）（今和平区云南路57号），目前是天津市文物保护单位和重点保护等级历史风貌建筑,并作为天津五大道近代建筑群的重要组成部分，被中华人民共和国国务院批准为全国重点文物保护单位。现为办公用房。

## 建筑风格

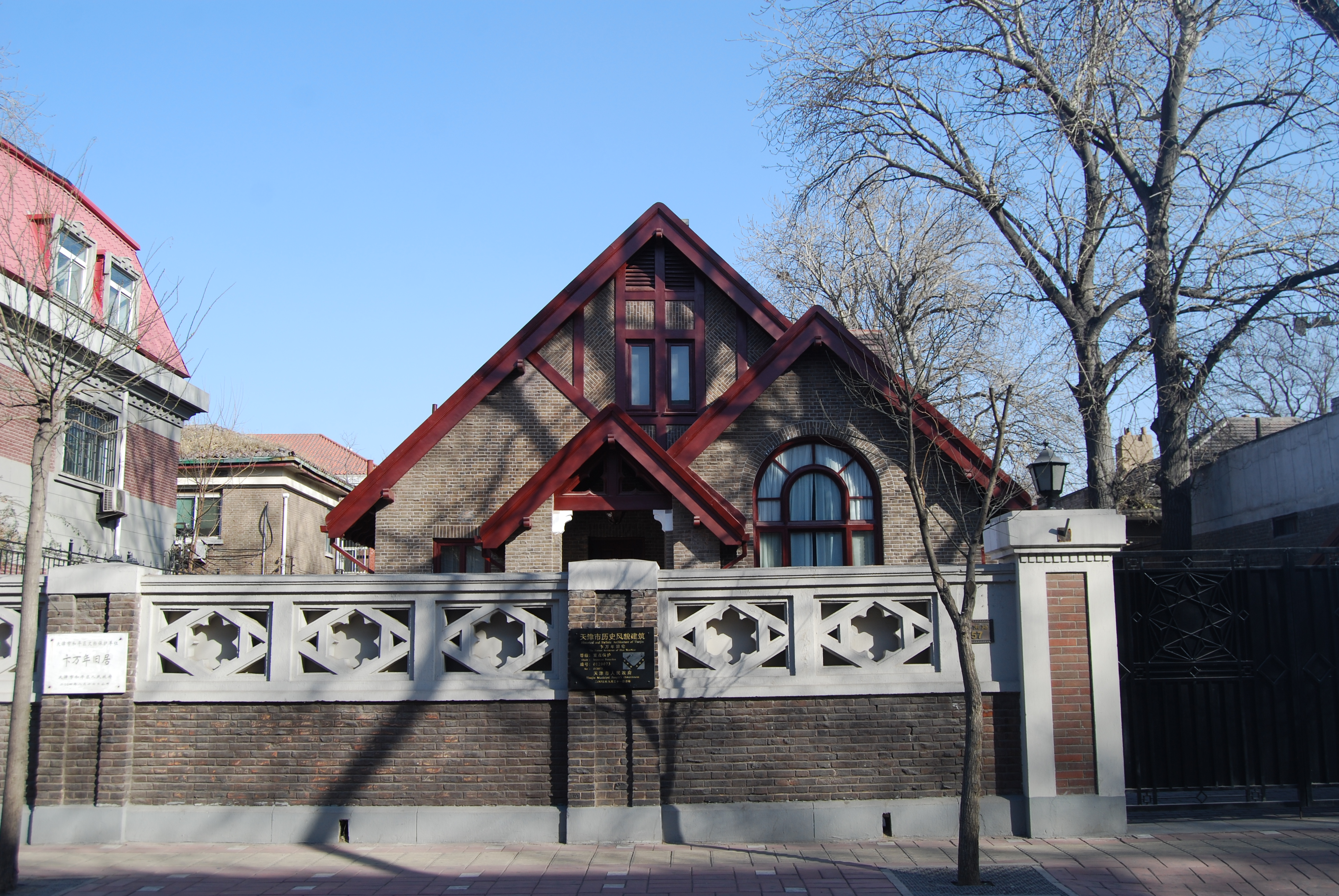

卞万年旧居东抵桂林路，南临马场道，西沿云南路，北临睦南道，占地面积约1200平方米，建筑面积约889平方米，院落狭长，山墙临街，主建筑为砖木结构二层欧洲风格别墅，建筑平面为长方形，立面为硫缸砖清水墙面，顶部为人字红瓦大坡度瓦顶，设有方、圆形门窗。室内木地板、壁炉等装饰。是一座具有英国民居特色的欧式洋房。